# Division 3 i bandy
Division 3 i bandy är en bandyserie i Sverige. Det är Sveriges femte högsta bandydivision för herrar.